# 淺藍魯氏魚
淺藍魯氏魚，為黑頭魚科的其中一種，為深海魚類，分布於印度太平洋蘇門答臘、南中國海與菲律賓海海域，深度760-1500公尺，體長可達34公分，棲息在中層水域，生活習性不明。

## 扩展阅读
維基物種上的相關：淺藍魯氏魚